# Homidiana leucosticta
Homidiana leucosticta är en fjärilsart som beskrevs av George Francis Hampson 1918. Homidiana leucosticta ingår i släktet Homidiana och familjen Sematuridae. Inga underarter finns listade i Catalogue of Life.